# Zuidergasfabriek
De Zuidergasfabriek was van 1909 tot 1967 een complex voor het leveren en produceren van gas voor verwarming en koken in Amsterdam.

## Geschiedenis
Tot 1 januari 1921 behoorden de Groot en Klein Duivendrechtsepolder tot de gemeente Ouder-Amstel maar op 1 januari 1921 werd het noordelijke gedeelte van de Groot Duivendrechtsepolder, het zogeheten "Hoge land", door Amsterdam geannexeerd. Al voor de annexatie werd de derde stedelijke gasfabriek, na de Westergasfabriek en de Oostergasfabriek gebouwd. In tegenstelling tot de naam doet vermoeden stond de fabriek sinds 1921 in het oostelijk stadsdeel maar omdat er al een Oostergasfabriek bestond koos men voor de naam Zuidergasfabriek welke stadsdeel sinds 1921 aan de andere kant van de Amstel was gelegen.
De eerste gebouwen werden in 1907 aan de Korte Ouderkerkerdijk in de wijk Overamstel gebouwd. Vanaf 1909 was het complex een distributiestation voor het stadsgasnet. Van 1913 tot 1967 was het een gasfabriek, aanvankelijk werd er lichtgas gemaakt uit steenkool en vanaf 1963 watergas (uit cokes) en kraakgas (uit lichte benzine). Er was een aftakking van de   spoorlijn Amsterdam-Utrecht en er was een haventje aan de Amstel, zodat de steenkolen zowel per trein als per schip konden worden aangevoerd. De fabriek werd gelijk met de Noordergasfabriek in gebruik genomen en was in tegenstelling tot de twee eerdere fabrieken al direct in gemeentelijk eigendom. De architect was P. Brouwer, destijds hoofd bouwwerken van de Gemeente-Gasfabrieken.
Het steenkoolgas werd voornamelijk gebruikt voor verlichting van straten en gebouwen. Vanaf 1917 daalde de vraag naar gas, mede doordat de gemeente voor de straatverlichting overging op elektriciteit. In de jaren twintig werden de Noorder en Oostergasfabriek gesloten en kregen een distributiestatie waarbij ze via een ceintuurleiding gas geleverd kregen uit de beide overgebleven fabrieken.
In mei 1943 werd de fabriek bij vergissing gebombardeerd door Amerikaanse bommenwerpers. Hun eigenlijke doel was de elektriciteitscentrale van IJmuiden. De schade aan de gasfabriek was gering.
De fabriek werd in 1967 gesloten, toen de meeste overgebleven afnemers waren overgestapt op aardgas. De eigenlijke fabrieksgebouwen en de gashouder zijn gesloopt. Het complex bleef nog wel in gebruik als gasverdeelstation en was in de jaren tachtig nog in gebruik.
Sinds 2004 zijn negen resterende bouwwerken beschermd als rijksmonument:

De watertoren uit 1910 bij de Spaklerweg, het regulateursgebouw, de opzichterswoning, het directiegebouw, de ingenieurswoning, de portierswoning, het hekwerk aan de Korte Ouderkerkerdijk en het meterhuis.

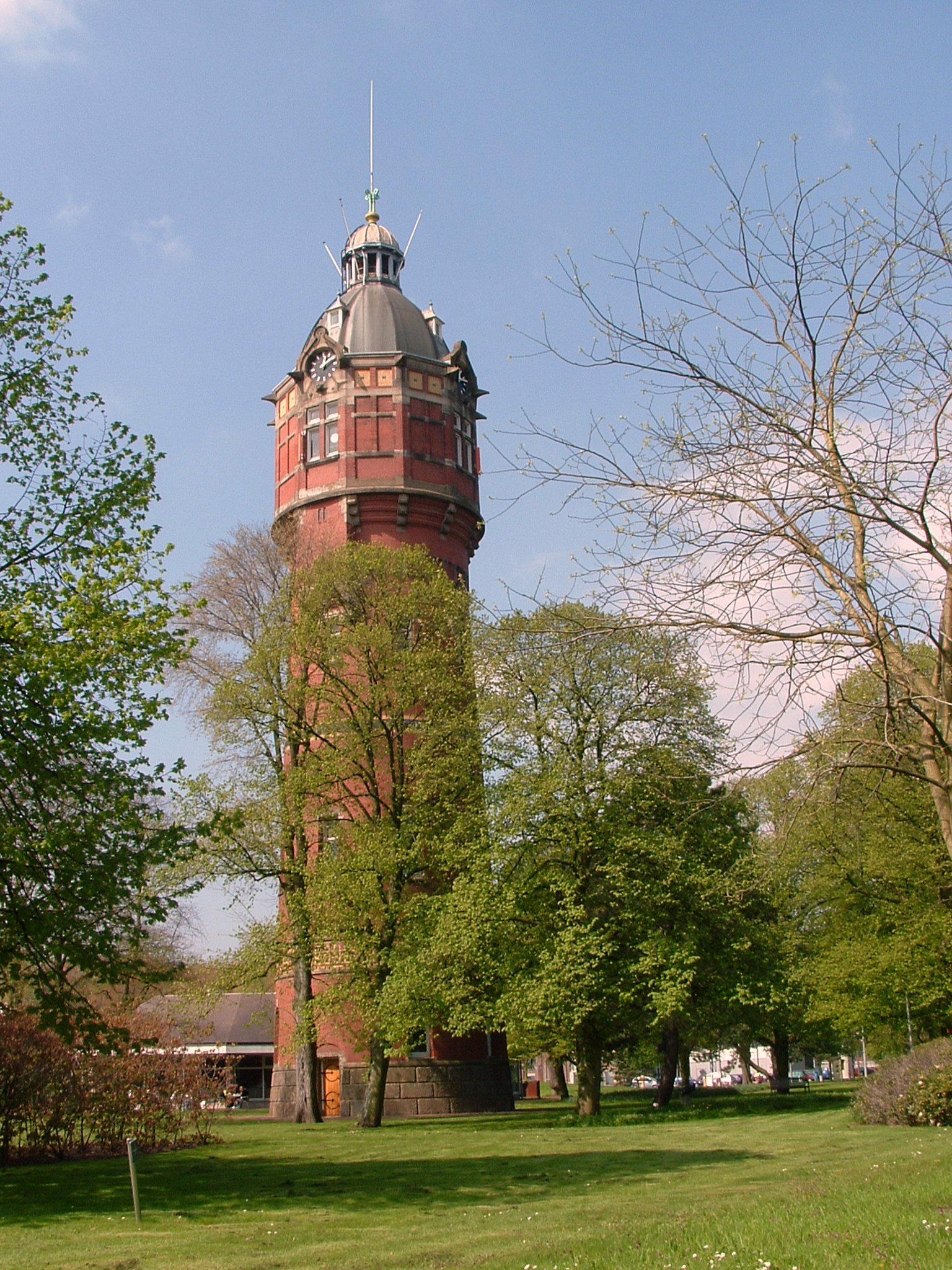
De watertoren
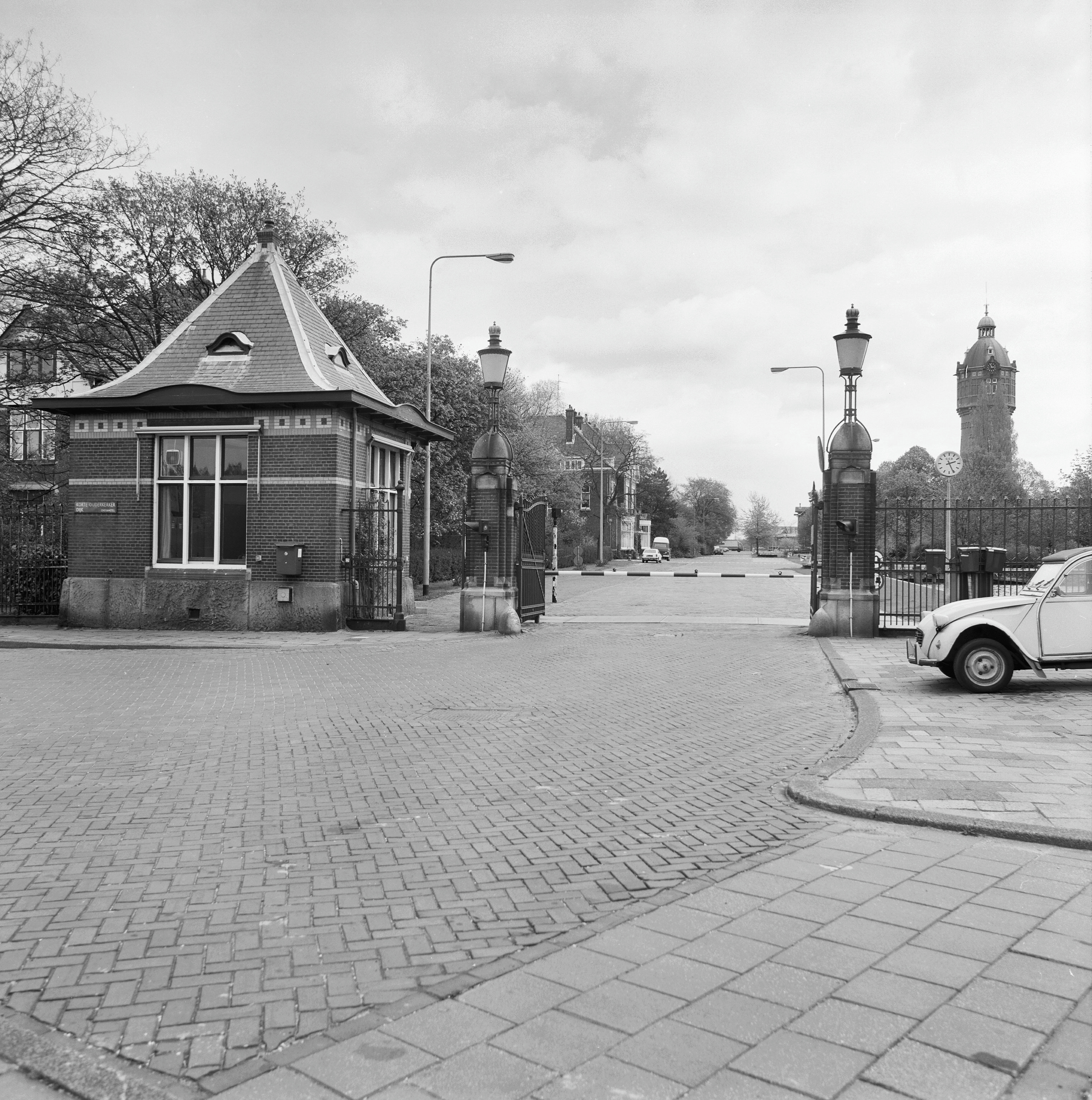
Portiersgebouw en hek
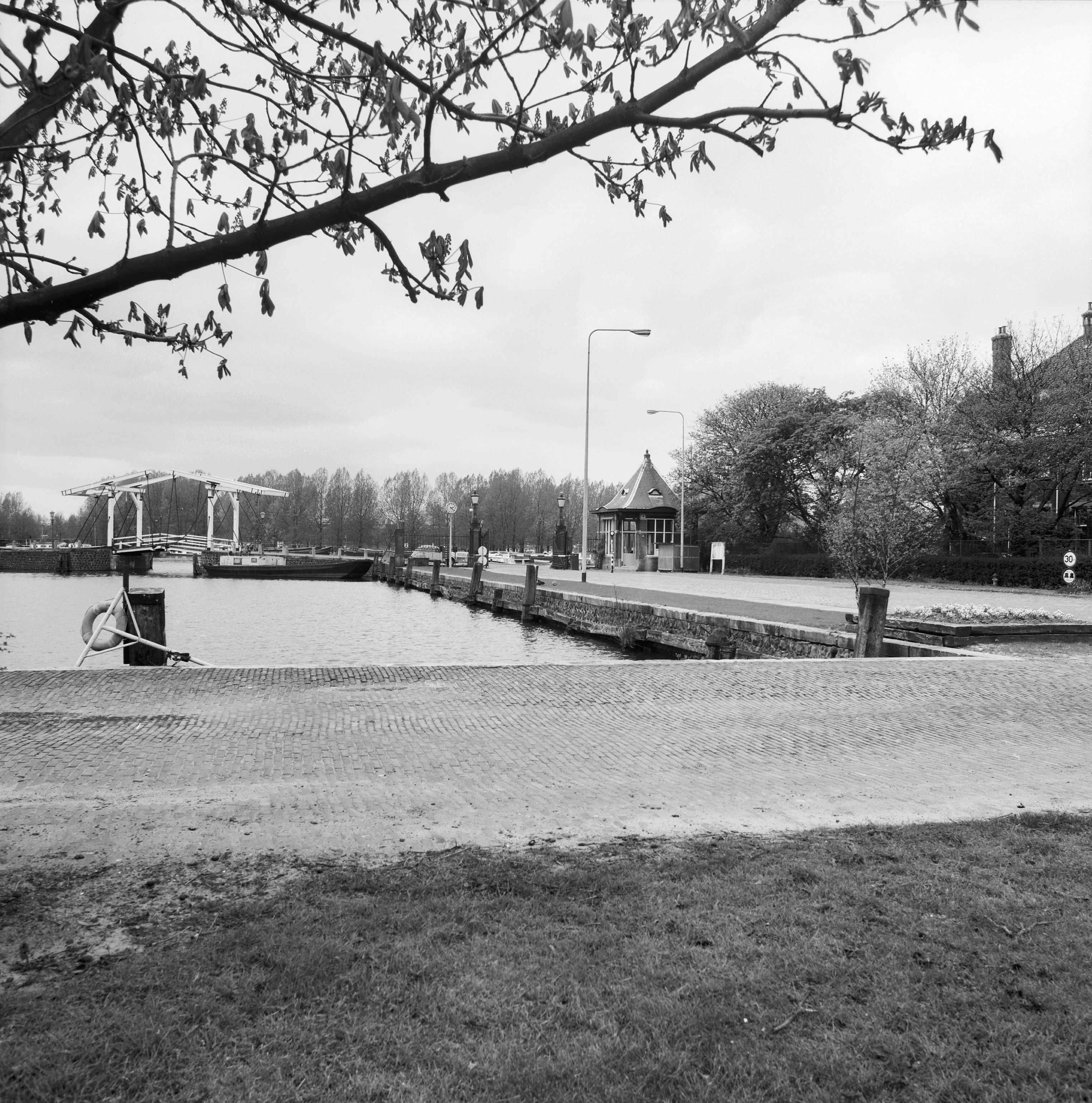
Eigen insteekhaven met ophaalbrug, naast de ingang
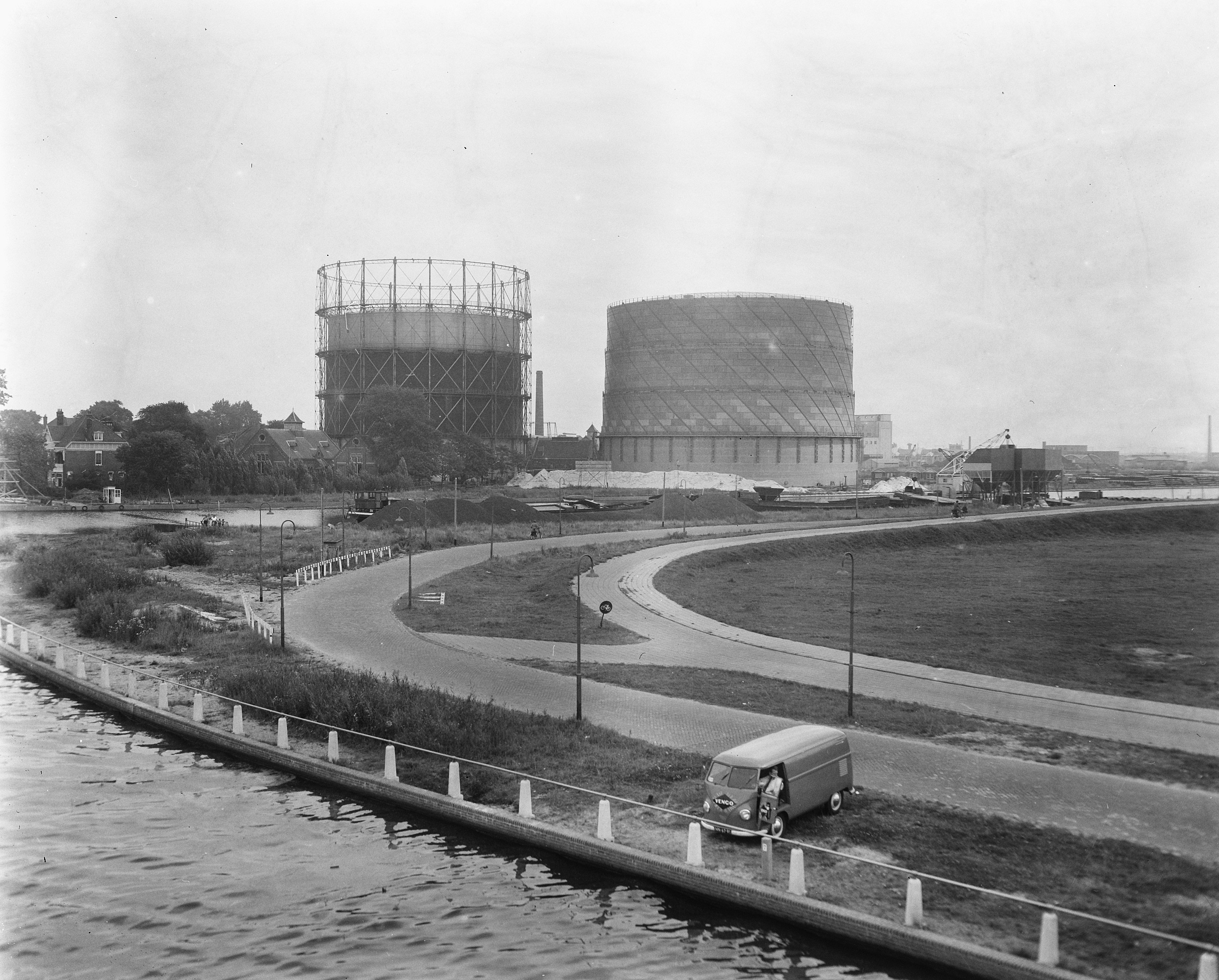
De Zuidergasfabriek in augustus 1957

Het terrein van de gasfabriek, dat niet toegankelijk was, wordt opgenomen in het nieuwe openbaar toegankelijke Bella Vistapark. De rijksmonumenten, het insteekhaventje en de ophaalbrug, die de haven van de Amstel scheidt, blijven hierbij behouden.